# Soulivong Savang
Soulivong Savang (ur. 8 maja 1963 w Luang Prabang) – wnuk ostatniego króla Laosu Savanga Vatthany, pretendent do tronu Laosu.
Laos był monarchią do 1975 roku, kiedy komunistyczny ruch polityczny Pathet Lao przejął kontrolę nad krajem, zmuszając Savanga Vatthanę do abdykacji. Soulivong Savang mieszka na wygnaniu w Paryżu.

## Życiorys
Soulivong Savang urodził się 8 maja 1963 roku w Pałacu Królewskim w Luang Prabang jako syn następcy tronu Laosu księcia Vong Savanga i księżniczki Mahneelwai.
Po objęciu władzy przez komunistów w Laosie członkowie rodziny królewskiej zostali zesłani na polityczną reedukację, z wyjątkiem księcia Tiao Souphanouvonga, który został prezydentem republiki.
Książę Soulivong Savang i jego młodszy brat Thanyavong Savang w 1981 roku uciekli z niewoli w Laosu do Tajlandii i później przybyli do Francji jako uchodźcy.

## Edukacja
Soulivong Savang studiował na uniwersytecie w Clermont-Ferrand.

## Działalność polityczna
Książę dąży do przywrócenia monarchii konstytucyjnej w Laosie. W 2003 roku utworzono Królewski rząd Laosu na uchodźstwie, który dąży do upadku komunizmu i przywrócenia monarchii konstytucyjnej w Laosie z Soulivongiem Savangiem jako królem. Organizacja ta dąży również do przywrócenia statusu religii państwowej buddyzmowi.

## Życie prywatne
Żonaty z Chansouk Soukthalą. W ich ślubie, który miał miejsce w 2007 roku w Kanadzie wzięło udział 800 osób.